# Roosevelt (métro de Chicago)
Pour les articles homonymes, voir Roosevelt.
Roosevelt est une station du métro de Chicago située dans le secteur de Near South Side. Elle est desservie par les lignes verte, orange et rouge. 

## Description
Elle se compose de deux quais, un aérien (anciennement appelé Roosevelt/Wabash) en provenance du Loop pour les lignes verte et orange et un quai souterrain (anciennement appelé Roosevelt/State) pour la ligne rouge. 
Ouverte en 1892, la station aérienne de Roosevelt fut démolie en 1963 avant d’être reconstruite en 1993 au moment de l’ouverture de la ligne orange sur le tronçon de la South Side Main Line tandis que la station souterraine qui fait partie du State Street Subway est ouverte depuis le 17 octobre 1943.  
Une correspondance y est également possible vers la station Museum Campus/11th Street du réseau Metra. La station Roosevelt se situe à proximité du Soldier Field des Bears de Chicago et du Museum Campus. 
En 2008, 3 035 643 passagers ont utilisé la station Roosevelt (781 853 sur la ligne rouge et 2 253 790 sur les lignes aériennes).

## Les correspondances avec lebus
Avec les bus de la Chicago Transit Authority :
- #12 Roosevelt
- #18 16th/18th
- #29 State
- #62 Archer (Owl Service)
- #129 West Loop-South Loop
- #146 Inner Drive/Michigan Express
- #192 University of Chicago Hospitals Express

## Dessertes
| Nord/Ouest                                                           |  |              |  | Sud/Est                                                  |
| -------------------------------------------------------------------- |  | ------------ |  | -------------------------------------------------------- |
| Adams/Wabash vers Harlem/Lake                                        |  | ligne verte  |  | Cermak–McCormick Place vers Cottage Grove / Ashland/63rd |
| Harold Washington Library-State/Van Buren vers Midway via Clark/Lake |  | ligne orange |  | Halsted vers Midway                                      |
| Harrison vers Howard                                                 |  | ligne rouge  |  | Cermak-Chinatown vers 95th/Dan Ryan                      |
| modifier sur Wikidata                                                |  |              |  |                                                          |